# Alegro
Allegro ("alegre" em italiano) é um andamento musical leve e ligeiro, mais rápido que o allegretto e mais lento que o presto. Costuma ser de maior dificuldade técnica que andante ou adagio por ter caráter mais contínuo e rápido que estes citados. É muitas vezes o movimento mais lembrado de sinfonias e de concertos por ter uma movimentação musical mais engajadora e uma construção mais focada no desenvolvimento da invenzio apresentada do que em outros tempos mais melódicos (como adagio e andante). 
Na maior parte das vezes, o termo aparece acompanhado de outras expressões, como em allegro ma non troppo ("alegre mas não muito"), allegro molto ("muito alegre"), allegro maestoso ("alegre majestoso"), entre outros. Em tempos quaternários, é comum que seja usado o tempo entre 105 - 135 batidas por minuto, contudo, podendo variar conforme o caráter apresentado na peça em questão. O primeiro e/ou o último movimento de sonatas, sinfonias e concertos costumam ser neste andamento, seguindo a tradição barroca italiana, posteriormente adotada no período clássico.

## Exemplos
- O primeiro movimento do Concerto Italiano de Johann Sebastian Bach
- A parte final do primeiro movimento da Sinfonia nº 100 de Joseph Haydn
- O primeiro movimento do concerto para violino Primavera, d'As Quatro Estações de Antonio Vivaldi
- O primeiro movimento da Sinfonia Nº 40 de Wolfgang Amadeus Mozart (Allegro molto)
- O primeiro movimento de Eine Kleine Nachtmusik (Uma pequena música noturna), última serenata de Mozart
- O primeiro movimento da Sinfonia Nº 5 de Ludwig van Beethoven (Allegro con brio).

- O terceiro movimento (rondó) da Sonata Nº 8 para piano (Patética) de Beethoven
- O primeiro movimento da Sinfonia inacabada de Franz Schubert (Allegro moderato)
- O primeiro movimento do Concerto para violino e orquestra de Felix Mendelssohn (Allegro molto appassionato)